# دهستان میان‌آب جنوبی
دهستان میان‌آب جنوبی نام دهستانی در بخش میان‌آب شهرستان شوشتر، استان خوزستان در ایران است. براساس سرشماری مرکز آمار ایران در سال ۱۳۹۵، جمعیت آن ۱۰۵۱۷ نفر (۲٬۷۷۲ خانوار) بوده‌است.